# Jarno Moons
Jarno Moons (26 december 2000) is een Belgisch basketballer.

## Carrière
Moons speelde in de jeugd van Stevoort BBC, KBBC Miners Beringen en Hasselt BT. Bij deze laatste speelde hij ook mee met de eerste ploeg. In 2020 maakte hij de overstap naar de eersteklasser Liège Basket op dubbele licentie met ABC Waremme. Bij Luik speelde hij drie seizoenen sporadisch mee met de eerste ploeg. In 2023 verliet hij de ploeg nadat hij geen speelkansen meer kreeg en ging spelen voor Esneux Saint-Louis United.